# 혼아쓰기역
혼아쓰기역(일본어: 本厚木駅)은 일본 가나가와현 아쓰기시에 위치한 오다큐 전철 오다와라선의 역이다. 역 번호는 OH 34이다. 지역 주민들은 "혼아쓰"라는 약칭으로 불린다.

## 역사
- 1927년
  - 4월 1일: 사가미아쓰기역으로 영업 개시. "직통" 정차역이 됨.
  - 10월 15일: 급행이 설정되어 정차역이 됨.
- 1944년
  - 6월 1일: 혼아쓰기역으로 역명 변경.
  - 11월: 태평양 전쟁의 전황 악화로 인한 급행 운행 중단.
- 1945년 6월: 과거에 신주쿠 ~ 이나다노보리토역 구간만을 운행하던 각역정차가 전 노선에서 운행하게 되어 각역정차의 정차역이 됨과 동시에 "직통"은 폐지됨.
- 1946년 10월 1일: 준급이 설정되어 정차역이 됨.
- 1949년 10월 1일: 급행이 부활되면서 정차역이 됨.
- 1955년 3월 25일: 통근급행이 설정되어 정차역이 됨.
- 1960년 3월 25일: 통근준급이 설정되어 정차역이 됨.
- 1968년: 로망스카 "사가미" 정차 개시.
- 1976년 6월: 고가역사화.
- 1977년 3월 29일: 역 주변 연속 입체 교차화.
- 1978년 3월 31일: 제도고속도교통영단 지요다선과 상호 직통 운전 개시.
- 1982년
  - 3월 23일: 역 건물 "미로드" 개점.
  - 11월 21일: 오다큐 첫 자동 정산기가 2대 설치됨.
- 1984년 2월 1일: 로망스카 "아사기리" 정차 개시.
- 1987년 4월 1일: 국철분할민영화로 인한 "아사기리"는 도카이여객철도(JR 도카이)가 됨.
- 1992년: 중앙 개찰 내에 에스컬레이터가 설치됨.
- 1995년 3월 4일: 로망스카 "아사기리"의 일부 열차 정차 개시.
- 2003년 3월 23일: 동쪽 출입구 개찰 내에 엘리베이터가 설치되어 공용 개시.
- 2004년
  - 4월 1일: 영단 개편으로 인하여 도쿄 지하철(도쿄 메트로)가 됨.
  - 12월 11일: 쾌속급행, 구간준급이 설정되어 정차역이 됨.
- 2006년
  - 2월 23일: 역 구내에 자동체외식제세동기(AED)가 설치됨.
  - 3월: 상하행 승강장에 대합실이 설치됨.
  - 중앙 개찰구 부근에 개장되어 산 쪽에서 자동 매표기, 정기권, 특급 매표장, 개찰기의 순이다.
- 2009년 3월 14일: 50000형 "VSE" 정기 열차가 당역에 정차 개시.
- 2010년 11월 3일: 이키모노가카리의 악곡 "YELL"이 당역 접근 멜로디로 채택되어, 이 날부터 사용 개시.
- 2011년 1월 17일: 역 구내 대합실과 승강장에 설치된 발차 안내 표시기가 풀 컬러 LED식으로 갱신됨.
- 2012년 3월 17일: 당역에서 신마쓰다역 방면의 구간준급 설정 폐지와 동시에 당역 시·종착 "베이 리조트"의 운행 정지.

## 역 구조
섬식 승강장 2면 4선의 고가역이다. 오다와라 쪽으로 인상선이 있고, 3,4번 승강장은 오다와라 쪽에서 상행 열차와 당역 시발의 반환점 열차의 동시 진입이 가능하다. 또한, 1,4번 선에는 안전 측선이 설치되어 있다.
개찰구는 플랫폼 중앙 지상에 중앙 개찰, 신주쿠 쪽 지상에 동쪽 출입구 개찰, 그리고 신주쿠 쪽 계단을 오르면 역 건물 "혼아쓰기 미로드 1"의 4층과 직결되는 미로드 입구가 있다. 중앙 개찰구가 플랫폼으로 에스컬레이터, 동쪽 출입구 개찰구에도 엘리베이터가 있다. 미로드구치에는 자동 개찰기만 설치되어 있다. 개찰 외에 자동 매표기, 정기권 매장 중앙 개찰 내에 화장실, 플랫폼에 특급 매표기, 대합실 등이 있다.
매점은 플랫폼의 상행에 2개소, 하행에 1개소, 북쪽 출입구와 동쪽 출입구에 1개소씩 도합 5개소 존재한다. 플랫폼의 신주쿠 방향에 있는 2개소는 편의점 형식으로 되어 있다.
중앙 개찰구 부근에 아쓰기시 관공서 혼아쓰기역 연락소, 관광 안내 창구가 있다.
역장소재역으로 사가미오노 관구 혼아쓰기 관내로서 혼아쓰기 ~ 이세하라역 구간을 관리하고 있다.
2011년 1월 17일, 상하행 승강장 및 대합실 발차 안내 표시기가 풀 컬러 LED식으로 갱신되었다.

### 타는 곳
| 번호 | 노선       | 방향 | 방면                                          |
| ---- | ---------- | ---- | --------------------------------------------- |
| 1・2 | 오다와라선 | 하행 | 오다와라·하코네유모토 방면                    |
| 3・4 | 오다와라선 | 상행 | 사가미오노·신주쿠· 지요다선· 조반 완행선 방면 |

## 역 주변
아쓰기 시의 중심 시가지인, 상점과 상업 시설, 은행 등이 입지한다. 과거에는 시자와, 마루이, 나가사키야, 파르코, 이토 요카도 등의 상업 시설 입지했었다.
역 주변은 양 대창 구이 전문점이 많이 입지하여 2000년대 중반부터 현지 상점회는 그것들을 "아쓰기시 로코로·곱창"이라고 어필하고 있다.
2010년 9월 18일(토)과 19일(일)에 개최된 B-1그랑프리 in 아쓰기와 가장 가까운 역이다.
- 이온 아쓰기점
- 오다큐 아쓰기 호텔
- 이토 요카도
- 오다큐 백화점 아쓰기 숍
- 애니메이트
- 아쓰기시청
- 아쓰기 시티플라자
- 아쓰기 우체국
- 일본 적십자 혼아츠기 헌혈룸・종합 복지 센터
- 아쓰기시립 병원
- 아쓰기 세무서
- 아쓰기 합동청사
- 아쓰기시 소방본부
- 쇼인 대학 아쓰기스테이션 캠퍼스
- 아쓰기 간호 전문학교
- 아쓰기 조리사 학교
- 사가미강
- 아쓰기 중앙 공원
- 아쓰기 가스
- 내륙공업단지
- 이이야마 온천
- 나나사와 온천
- 가부토유 온천
- 나나사와 삼림공원
- 미야가세 호수

## 사진

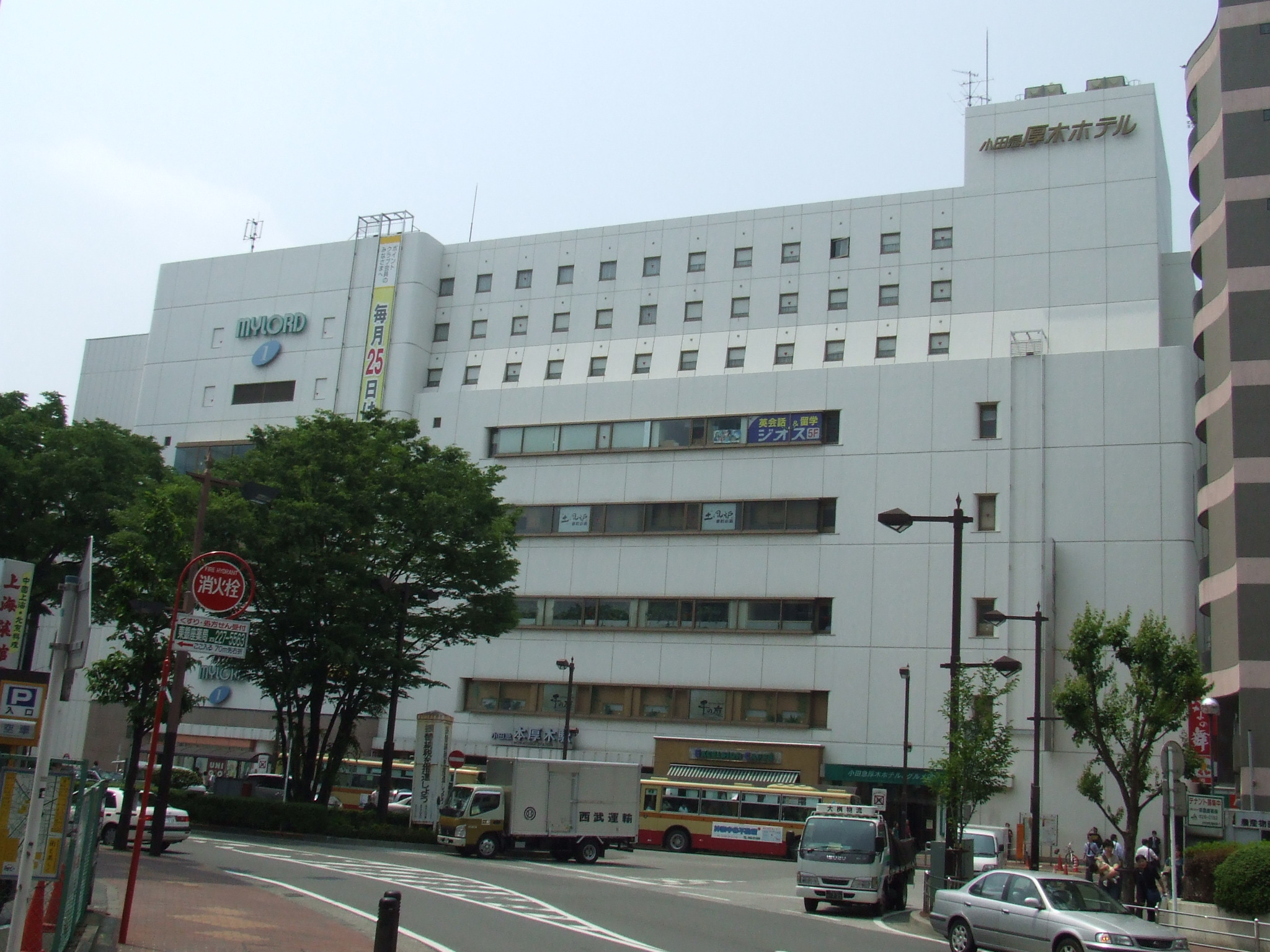
남쪽 출입구
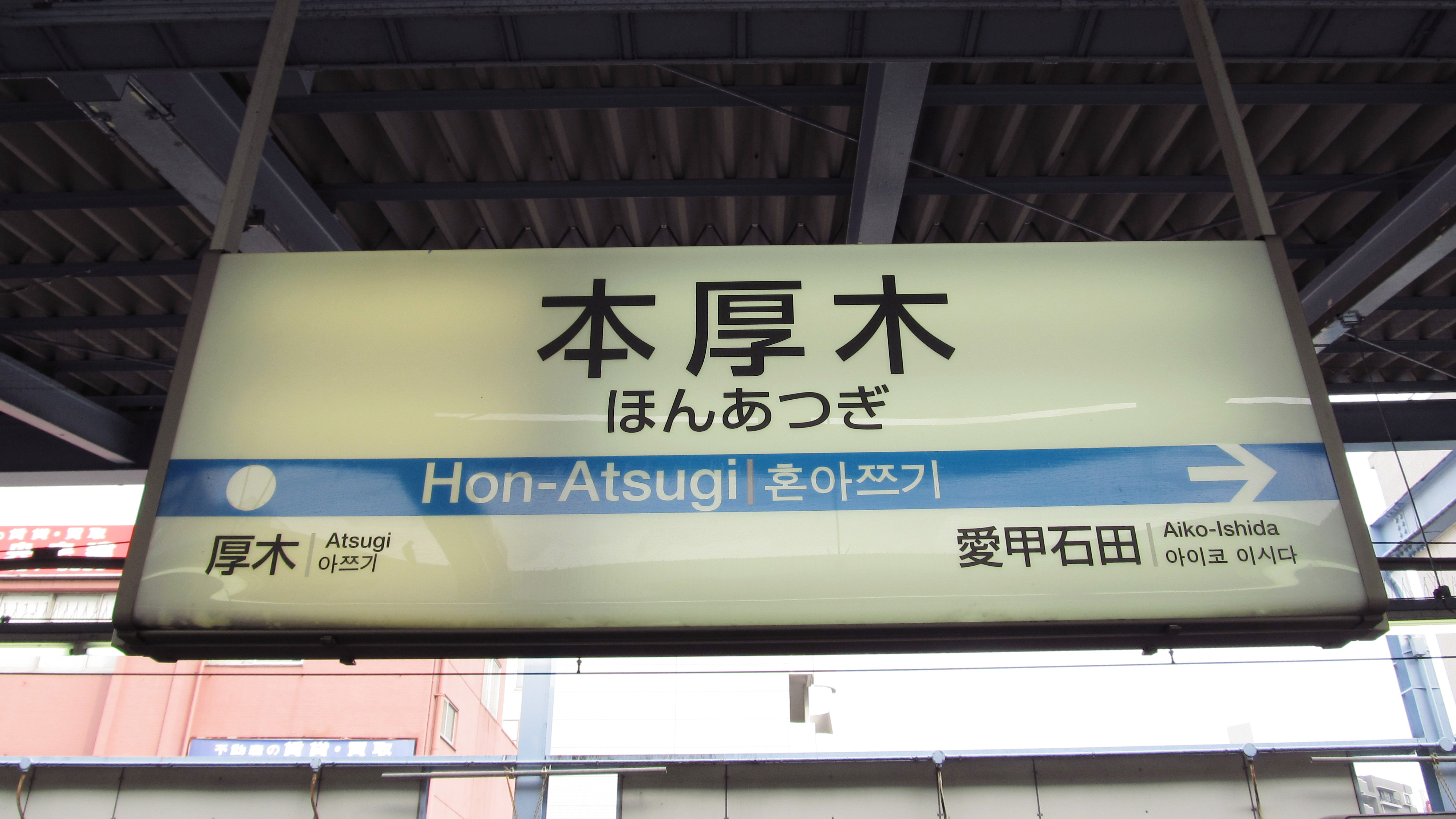
역명판

## 인접역
| 오다큐 오다와라선        | 오다큐 오다와라선 | 오다큐 오다와라선                |
| ------------------------ | ----------------- | -------------------------------- |
| OH 32 에비나 신주쿠 방면 | ■ 쾌속급행 ■ 급행 | 아이코이시다 OH 35 오다와라 방면 |
| OH 33 아츠기 아야세 방면 | □ 통근준급        | 시·종착역                        |
| OH 33 아츠기 아야세 방면 | ■ 준급            | 아이코이시다 OH 35 오다와라 방면 |
| OH 33 아츠기 신주쿠 방면 | ■ 각역정차        | 아이코이시다 OH 35 오다와라 방면 |